# کاتالوگ موضوعی شوبرت

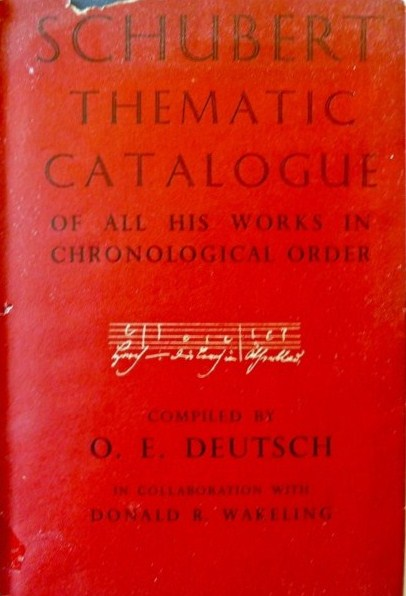
روی جلدِ نسخهٔ انگلیسیِ کاتالوگ موضوعیِ شوبرت، ۱۹۵۱

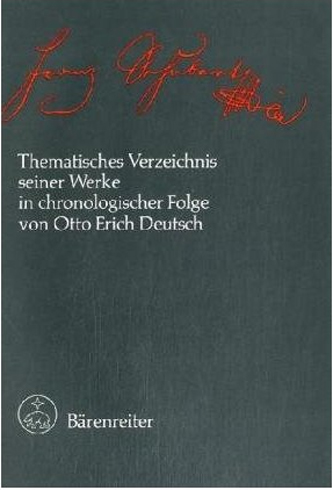
روی جلدِ نسخهٔ آلمانیِ کاتالوگ موضوعیِ شوبرت، ۱۹۷۸

کاتالوگ موضوعیِ شوبرت یا فهرست راهنمای دویچ (به انگلیسی: Schubert Thematic Catalogue، به آلمانی: Deutsch-Verzeichnis) فهرستی موضوعی و شماره‌گذاری‌شده از همهٔ آثار موسیقاییِ فرانتس شوبرت، آهنگساز بزرگ اتریشی، به ترتیبِ تاریخِ تصنیفِ آثار است که آن را اُتو اِریش دویچ، موسیقی‌شناس اتریشی، گرد آورده‌است. نخستین نسخهٔ این فهرست راهنما در سال ۱۹۵۱، به زبان انگلیسی، و با اختصارِ حرفِ "D" یا ".D" (حرفِ اولِ نامِ «دویچ») منتشر شد. نسخهٔ دوم این فهرست، با تجدیدنظر، در سال ۱۹۷۸ و به زبان آلمانی منتشر شد.

## نسخهٔ ۱۹۵۱ (انگلیسی)
کاتالوگ دویچ ابتدا در سال ۱۹۵۱ با عنوان «شوبرت: فهرست راهنمای موضوعیِ همهٔ آثار او به ترتیب تاریخ»، به گردآورندگی اُتو اِریش دویچ با همکاری دونالد ر. وکِلینگ، منتشر شد.

## نسخهٔ ۱۹۷۸ (آلمانی)
در ۱۹۷۸، نسخهٔ تجدیدنظریافتهٔ نسخهٔ انگلیسیِ ۱۹۵۱، در مجموعه‌ای موسوم به «نسخهٔ نوِ شوبرت»، در قالبِ پیوستِ هشتم از جلد چهارم، به آلمانی منتشر شد.
به شمارِ معدودی از آثار شوبرت، که در نسخهٔ نخست بدون تاریخ بودند، شماره‌ای جدید اختصاص یافت؛ مثلاً اثرِ "D 993"، در نسخهٔ ۱۹۷۸، به‌صورت "D 2E" بازشماره‌گذاری شده‌است.

## نسخه‌های متأخرتر
نسخهٔ اصلیِ ۱۹۵۱ (به زبان انگلیسی) چندین بار با تجدیدنظر انتشار یافت؛ از جمله، در ایالات متحدهٔ آمریکا، توسط دبلیو. دبلیو. نورتون.
نسخهٔ ۱۹۷۸ نیز، انتشار یافته توسط بِرِنرایتِر، به دو منظور منتشر شد: تنها شامل فهرست آثار نیست، بلکه مجموعهٔ نُت‌های منتشر شده از سوی ناشر در «نسخهٔ نوِ شوبرت» را نیز شامل می‌شود.

### نسخه‌های متأخر به زبان انگلیسی
در ۱۹۹۵، انتشارات دُووِر نسخهٔ ۱۹۵۱ را، با افزودنِ حاصل پژوهش‌های بعد از آن تاریخ، مجدداً منتشر کرد.

### نسخه‌های متأخر به زبان آلمانی
از سال ۱۹۸۳ به این سو، نسخه‌های مختصرترِ کاتالوگ به کوشش وِرنِر آدِرهولد و دیگران روانهٔ بازار شده است.
تغییراتِ صورت‌گرفته در شماره‌گذاریِ آثار شوبرت در نسخه‌های متأخرِ آلمانی جزئی بوده است.
همان‌طور که گفته شد، از سال ۱۹۸۳ نسخه‌های فشردهٔ کاتالوگ با ویرایشِ وِرنِر آدِرهولد و دیگران تولید شد. تغییرات در شماره‌گذاری آثار شوبرت در نسخه‌های متأخر جزئی بود.